# ساختمان‌های قدیمی بیمارستان امام رضا
ساختمان‌های قدیمی بیمارستان امام رضا؛ نام ساختمان‌هایی تاریخی مربوط به دورهٔ پهلوی اول است و در شهرستان مشهد، شهر مشهد، از شمال محدود به خیابان ابن سینای شرقی و میدان امام رضا واقع شده و این اثر در تاریخ ۸ مرداد ۱۳۸۱ با شمارهٔ ثبت ۵۹۵۸ به‌عنوان یکی از آثار ملی ایران به ثبت رسیده‌است.